# Stubaier Höhenweg
Der Stubaier Höhenweg ist ein Höhenwanderweg von etwa 80 km Länge, den man in acht bis neun Etappen zurücklegen kann. Er ist als Rundweg mit Start und Ziel in Neustift konzipiert. Beginn und Ende ist aber auch in anderen Orten, zum Beispiel Gschnitz, möglich.
Der Weg führt fast ausnahmslos durch alpines und hochalpines Gelände auf einer Höhe zwischen 2000 und 3000 m und ist teilweise mit Drahtseilen und Stahlbügeln versichert, ohne jedoch Gletscher zu berühren. Nach dem Tiroler Wander- und Bergwegekonzept der Tiroler Landesregierung handelt es sich um einen sogenannten schwarzen Bergweg.
Als Stützpunkte dienen auf dem Weg die Starkenburger Hütte, Franz-Senn-Hütte, Neue Regensburger Hütte, Dresdner Hütte, Sulzenauhütte, Nürnberger Hütte, Bremer Hütte und Innsbrucker Hütte.

## Etappen
|   | Start                   | Ziel                                | Gehzeit                                                                                  | Gipfelmöglichkeiten                                                                                       |
| - | ----------------------- | ----------------------------------- | ---------------------------------------------------------------------------------------- | --- |
| 1 | Fulpmes oder Neustift   | Starkenburger Hütte                 | 1½ h ab Kreuzjoch (Seilbahn) 2½ h ab Froneben (Seilbahn) 3 h ab Fulpmes 3½ h ab Neustift | Schlicker Seespitze (2804 m, 3 h) Hoher Burgstall (2611 m, 1 h) ggf. Überschreitung auf Weg vom Kreuzjoch |
| 2 | Starkenburger Hütte     | Franz-Senn-Hütte                    | 6 h                                                                                      | Rinnenspitze (3000 m, 3 h) Aperer Turm (2986 m, 3½ h)                                                     |
| 3 | Franz-Senn-Hütte        | Neue Regensburger Hütte             | 4 h                                                                                      | Ruderhofspitze (3474 m, 4½ h) Östliche Knotenspitze (3101 m, 2½ h)                                        |
| 4 | Neue Regensburger Hütte | Dresdner Hütte                      | 6 h                                                                                      | Zuckerhütl (3507 m, 4½ h) Stubaier Wildspitze (3341 m, 3 h)                                               |
| 5 | Dresdner Hütte          | Sulzenauhütte                       | 2½ h (über Peiljoch, 2672 m) 3½ h (über Großen Trögler, 2902 m)                          | Zuckerhütl (3507 m, 5 h) Wilder Freiger (3418 m, 4 h)                                                     |
| 6 | Sulzenauhütte           | Nürnberger Hütte                    | 3 h (über Niederl, 2629 m) 3½ h (über Mairspitze, 2743 m)                                | Wilder Freiger (3418 m, 4 h) Östlicher Feuerstein (3268 m, 4 h)                                           |
| 7 | Nürnberger Hütte        | Bremer Hütte                        | 3 h                                                                                      | Innere Wetterspitze (3053 m, 1½ h)                                                                        |
| 8 | Bremer Hütte            | Innsbrucker Hütte                   | 7 h                                                                                      | Habicht (3277 m, 2½ h) Kalkwand (2564 m, 1 h)                                                             |
| 9 | Innsbrucker Hütte       | Neustift Bus von Neder nach Fulpmes | 4 h                                                                                      | Elferspitze (2505 m)                                                                                      |

Bei den angegebenen Gehzeiten handelt es sich immer um reine Nettogehzeiten (ohne Pausen).

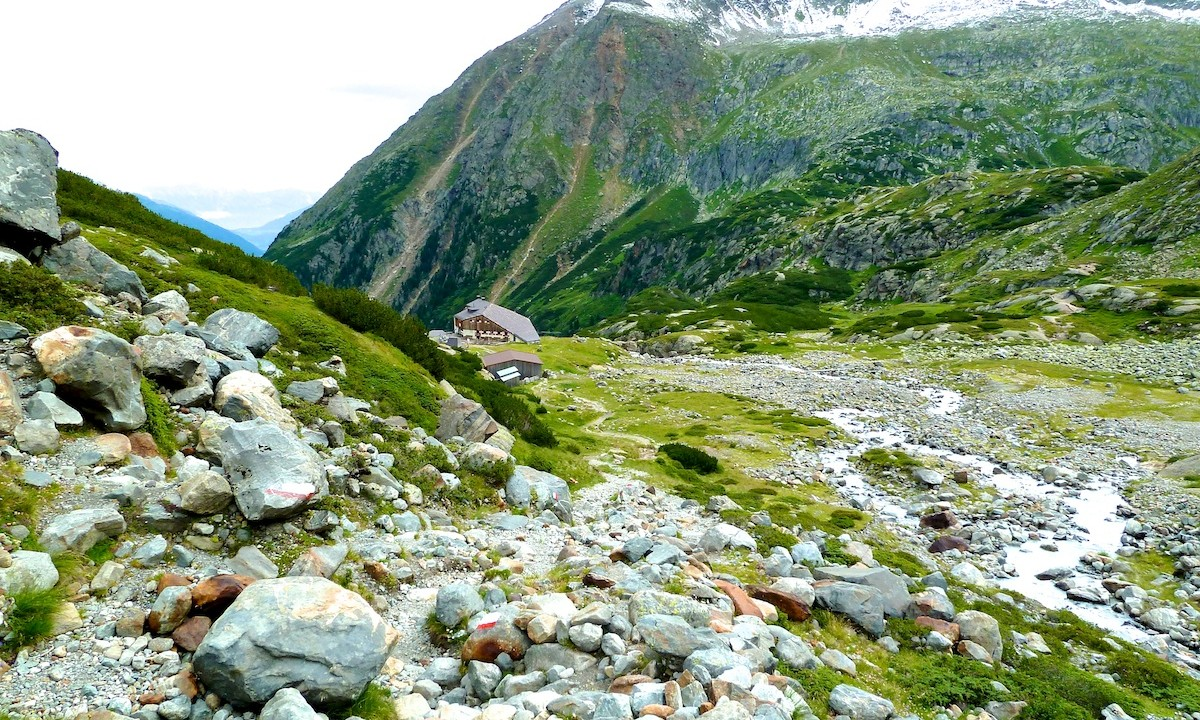
Stubaier Höhenweg Etappe zwischen Dresdner Hütte und Sulzenau Hütte
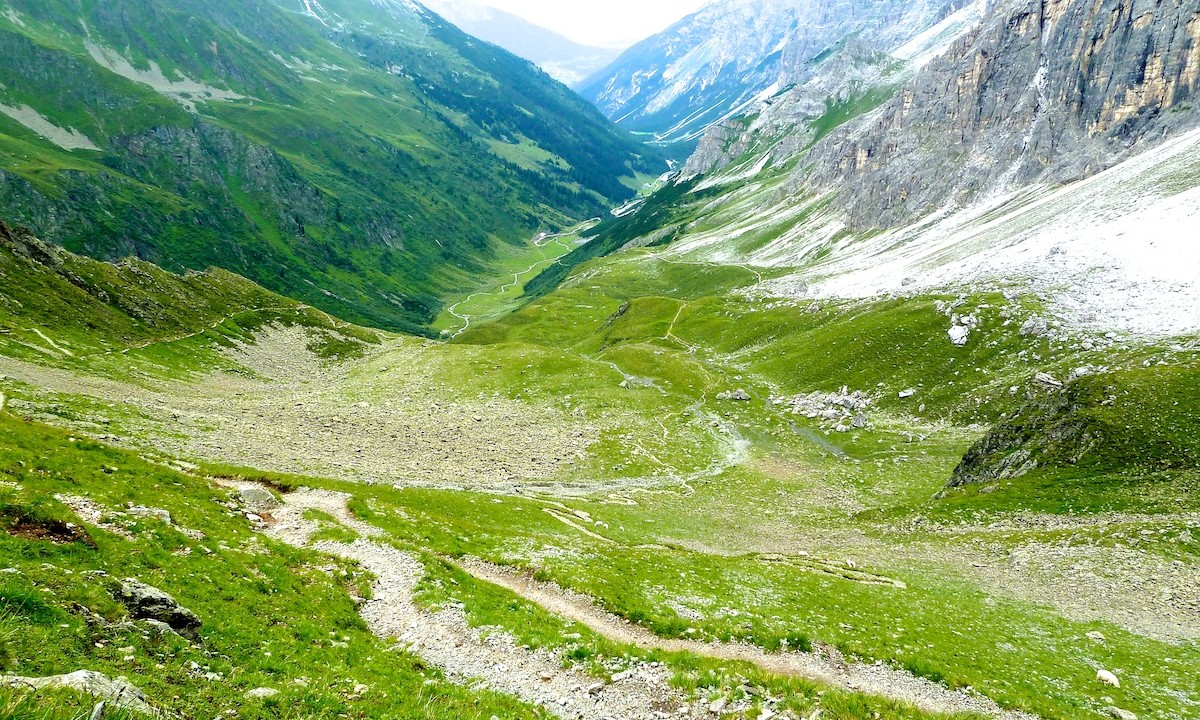
Stubaier Höhenweg Etappe zwischen Innsbrucker Hütte und Neustift.
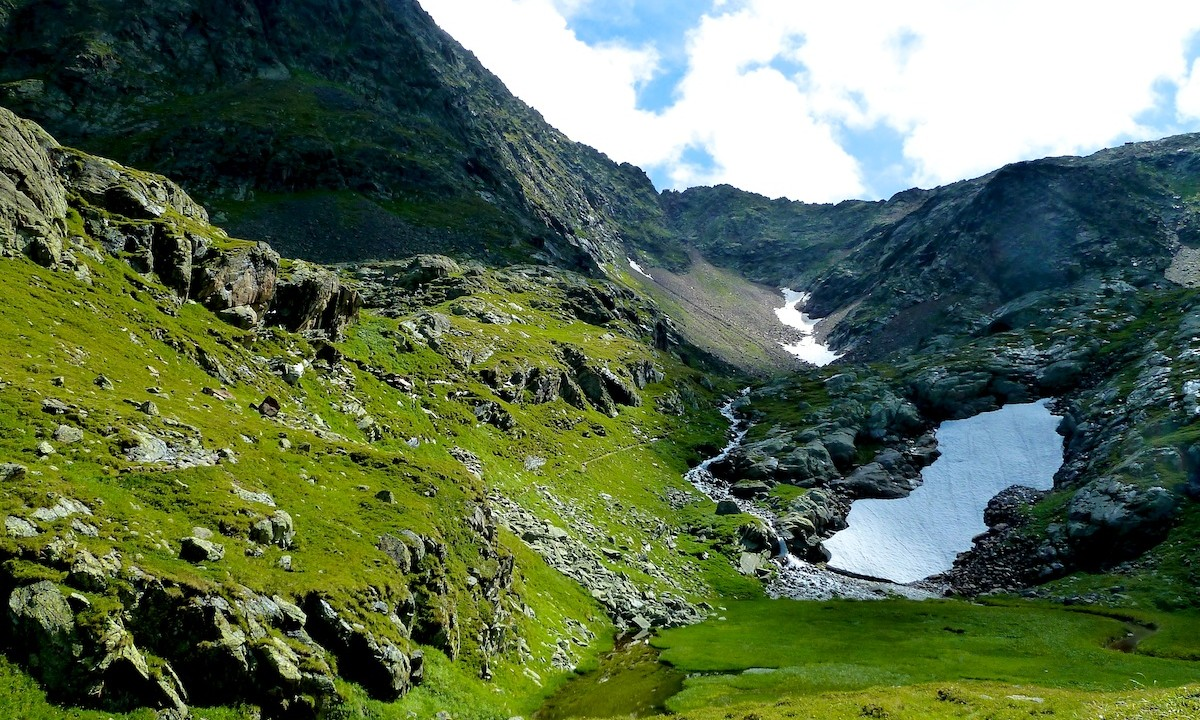
Letzter Anstieg vor dem Erreichen der Bremer Hütte
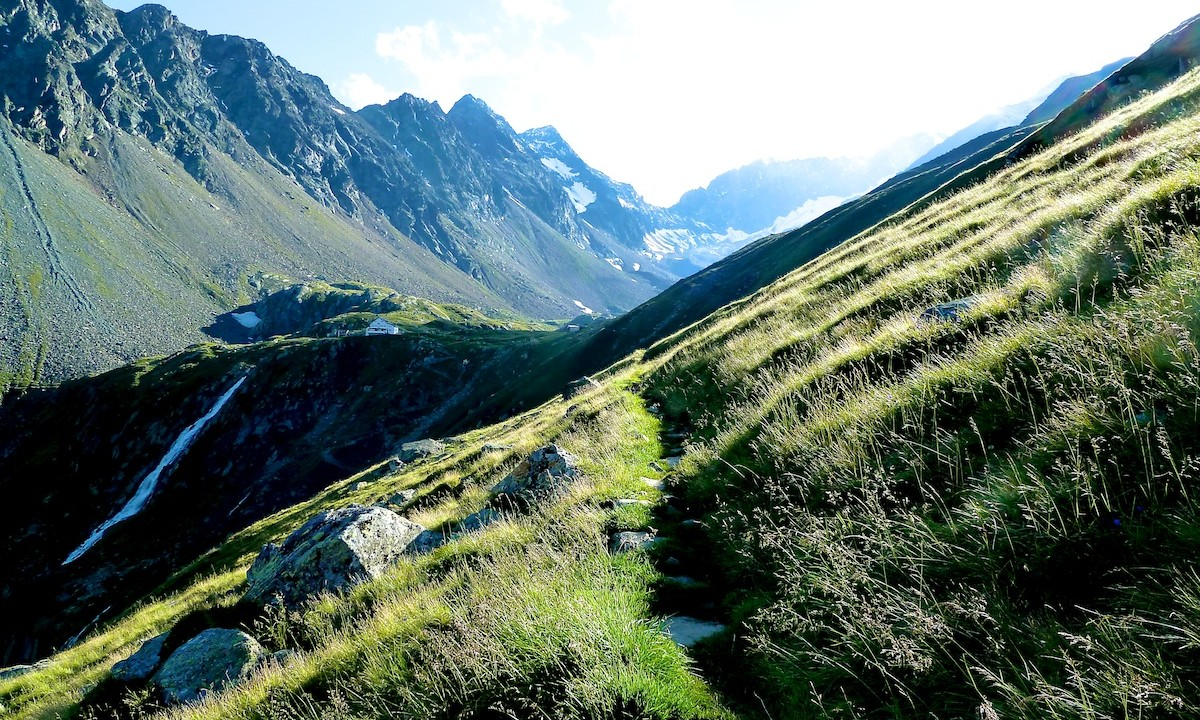
Stubaier Höhenweg Etappe zwischen Franz-Senn-Hütte und Neue Regensburger Hütte
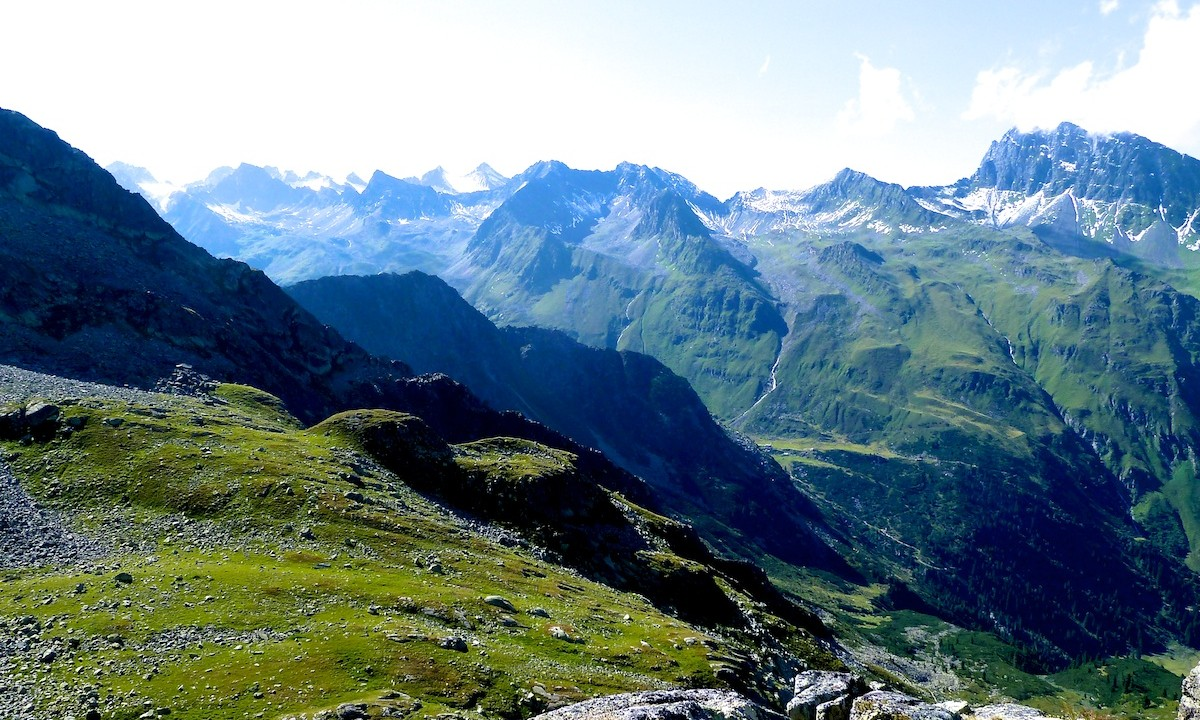
Stubaier Höhenweg Etappe zwischen Neue Regensburger Hütte und Franz-Senn-Hütte
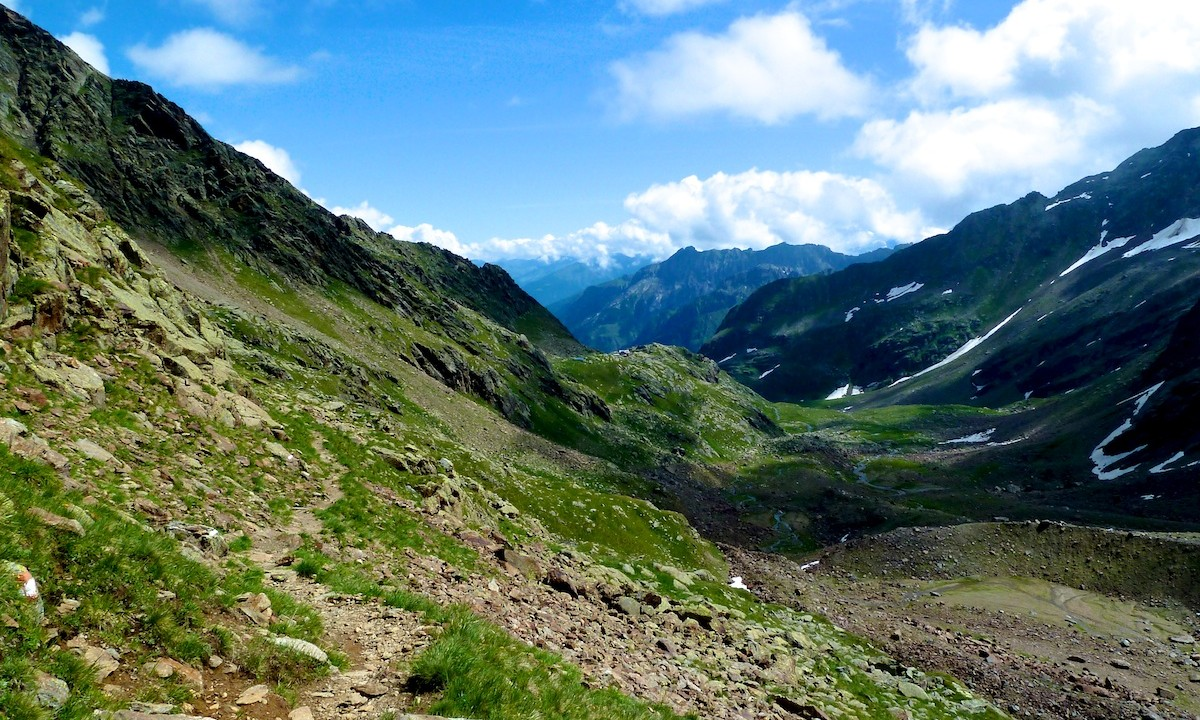
Stubaier Höhenweg Etappe zwischen Nürnberger Hütte und Bremer Hütte